# Großkreuz des Eisernen Kreuzes

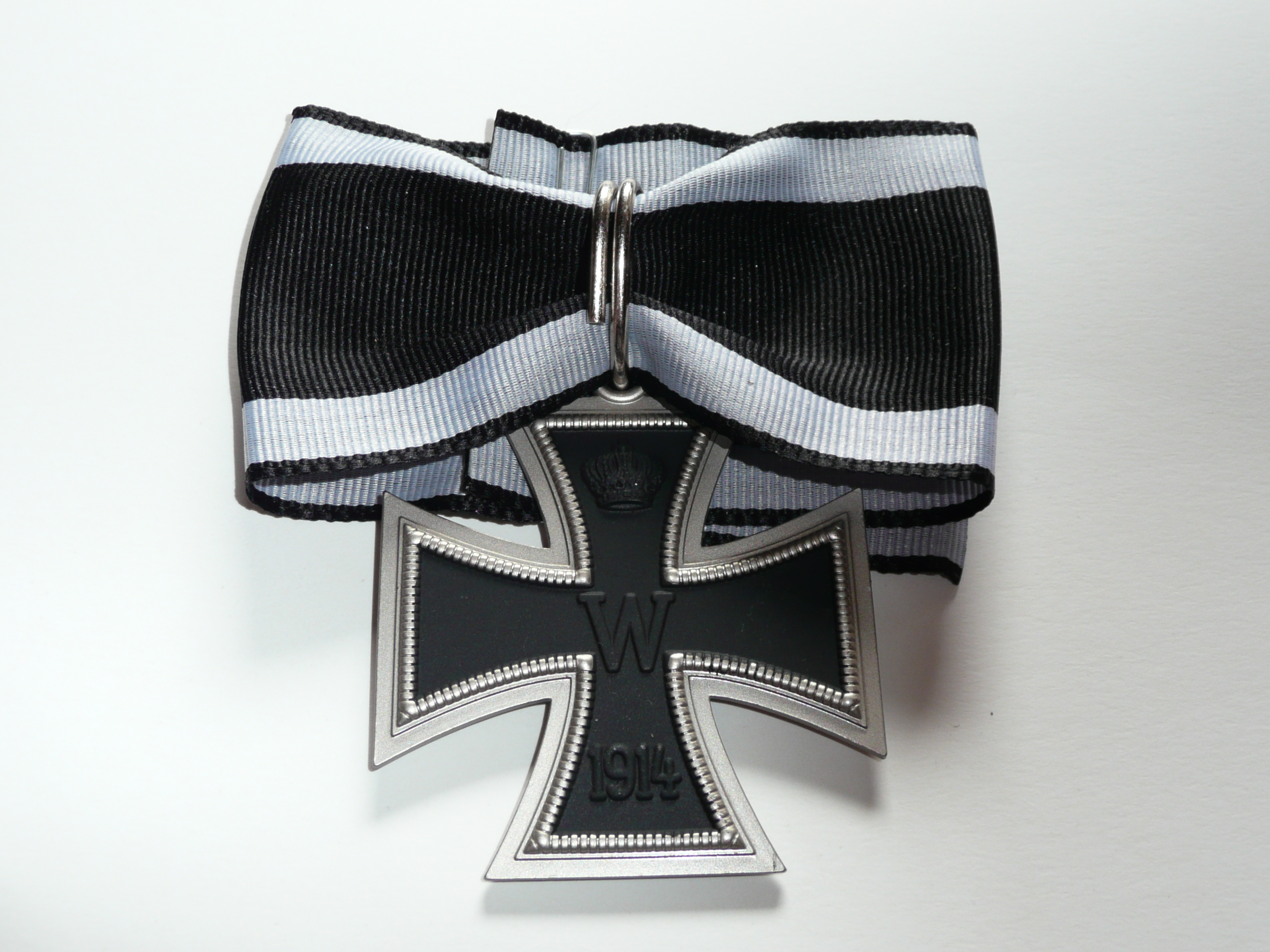
Version von 1914

Das Großkreuz des Eisernen Kreuzes (oftmals nur Großkreuz genannt) war von 1813 bis 1918 die höchste preußische Kriegsauszeichnung und von 1939 bis 1945 die höchste des Deutschen Reichs. Gestiftet wurde das Großkreuz als oberste Ordensstufe des Eisernen Kreuzes am 10. März 1813 vom preußischen König Friedrich Wilhelm III. in Breslau.
In den Befreiungskriegen wurde das Großkreuz fünfmal verliehen, nach dem Deutsch-Französischen Krieg neunmal und während des Ersten Weltkriegs fünfmal. Die einzige Verleihung im Zweiten Weltkrieg, an Hermann Göring im Juli 1940, wurde 1945 von Adolf Hitler für ungültig erklärt. Insgesamt wurde das Großkreuz des Eisernen Kreuzes also 20-mal verliehen, von denen eine Verleihung rückgängig gemacht wurde.

## Einordnung

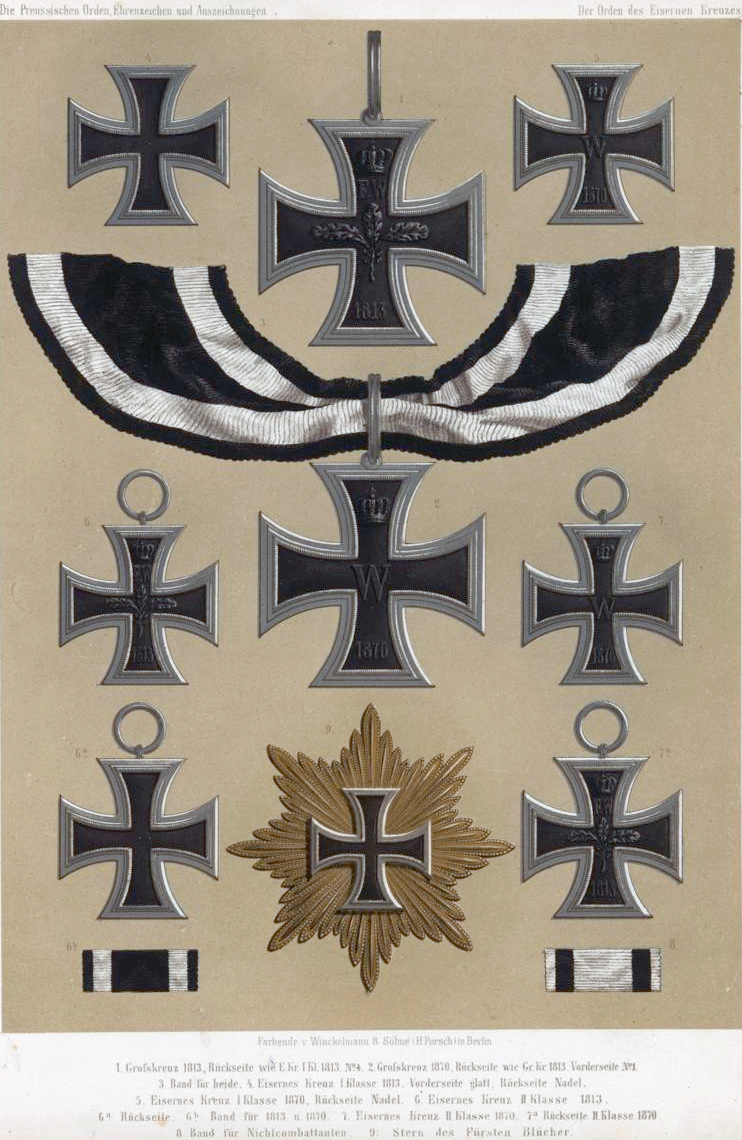
Darstellung der verschiedenen Klassen des Eisernen Kreuzes

Aus der originalen Stiftungsurkunde von 1813 geht hervor:

„[…] 6. Das Großkreuz kann ausschließlich nur für eine gewonnene entscheidende Schlacht, nach welcher der Feind seine Position verlassen muß, desgleichen für die Wegnahme einer bedeutenden Festung oder für die anhaltende Verteidigung einer Festung, die nicht in feindliche Hände fällt, der Kommandierende erhalten. […]“

Das Großkreuz des Eisernen Kreuzes wird als Halsdekoration getragen und ist in seiner Abmessung etwa doppelt so groß wie das Eiserne Kreuz 2. Klasse. Sein Äußeres entspricht dem (erst 1939 eingeführten) Ritterkreuz des Eisernen Kreuzes. Das Großkreuz stellt die höchste Klasse des Kriegsordens des Eisernen Kreuzes dar und war damit die höchste zu erreichende Kriegsauszeichnung des Deutschen Reichs. Im Gegensatz zum Eisernen Kreuz 1. und 2. Klasse sowie dem Ritterkreuz wurde das Großkreuz bis zum Ende des Ersten Weltkriegs nur für auf den Krieg insgesamt bezogene, herausragende militärische Taten verliehen.

## Träger
Nachfolgend die Träger der Auszeichnung, mit dem Datum der Verleihung in Klammern.

### Befreiungskriege (1813 bis 1815)

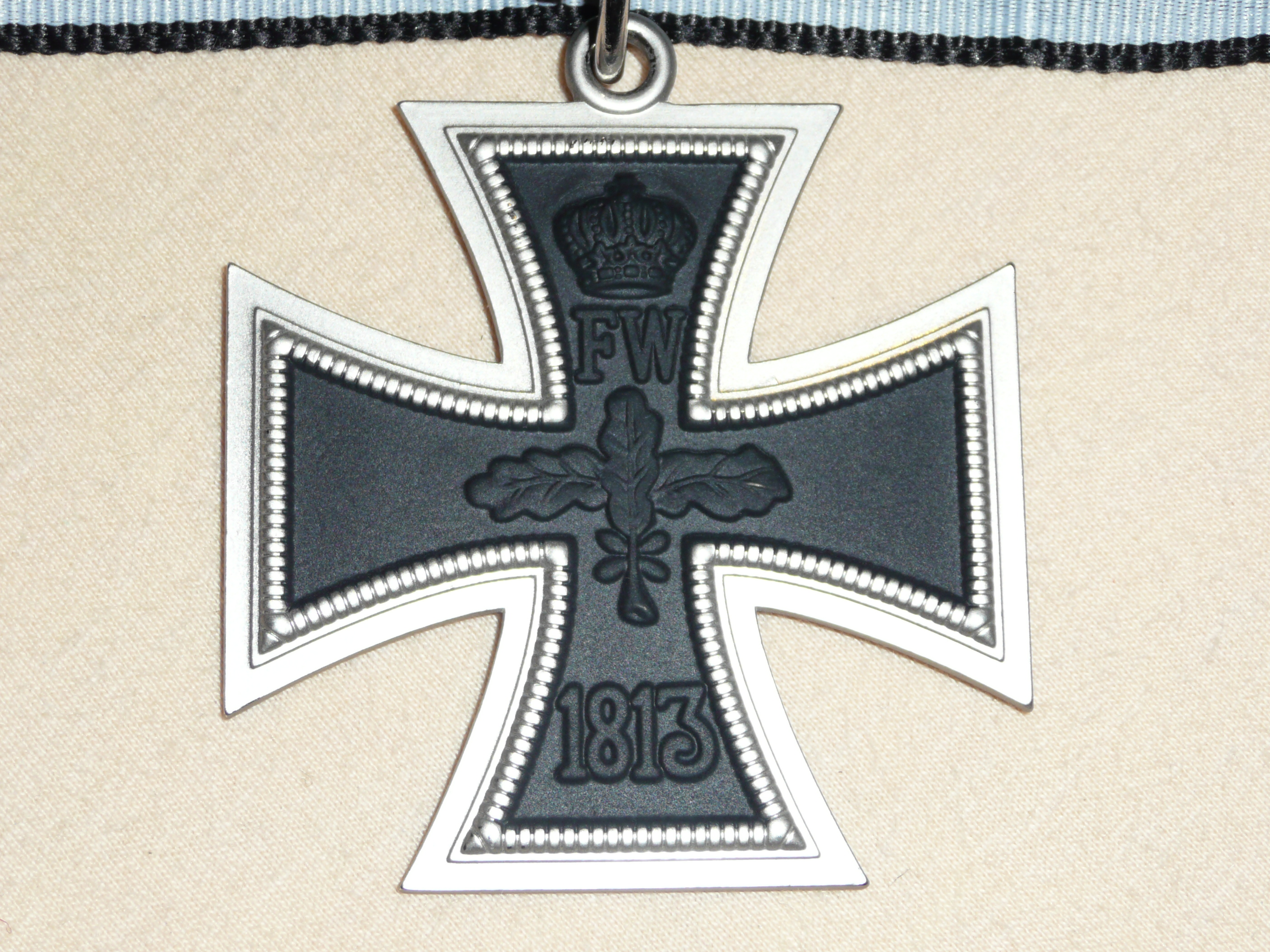
Version von 1813

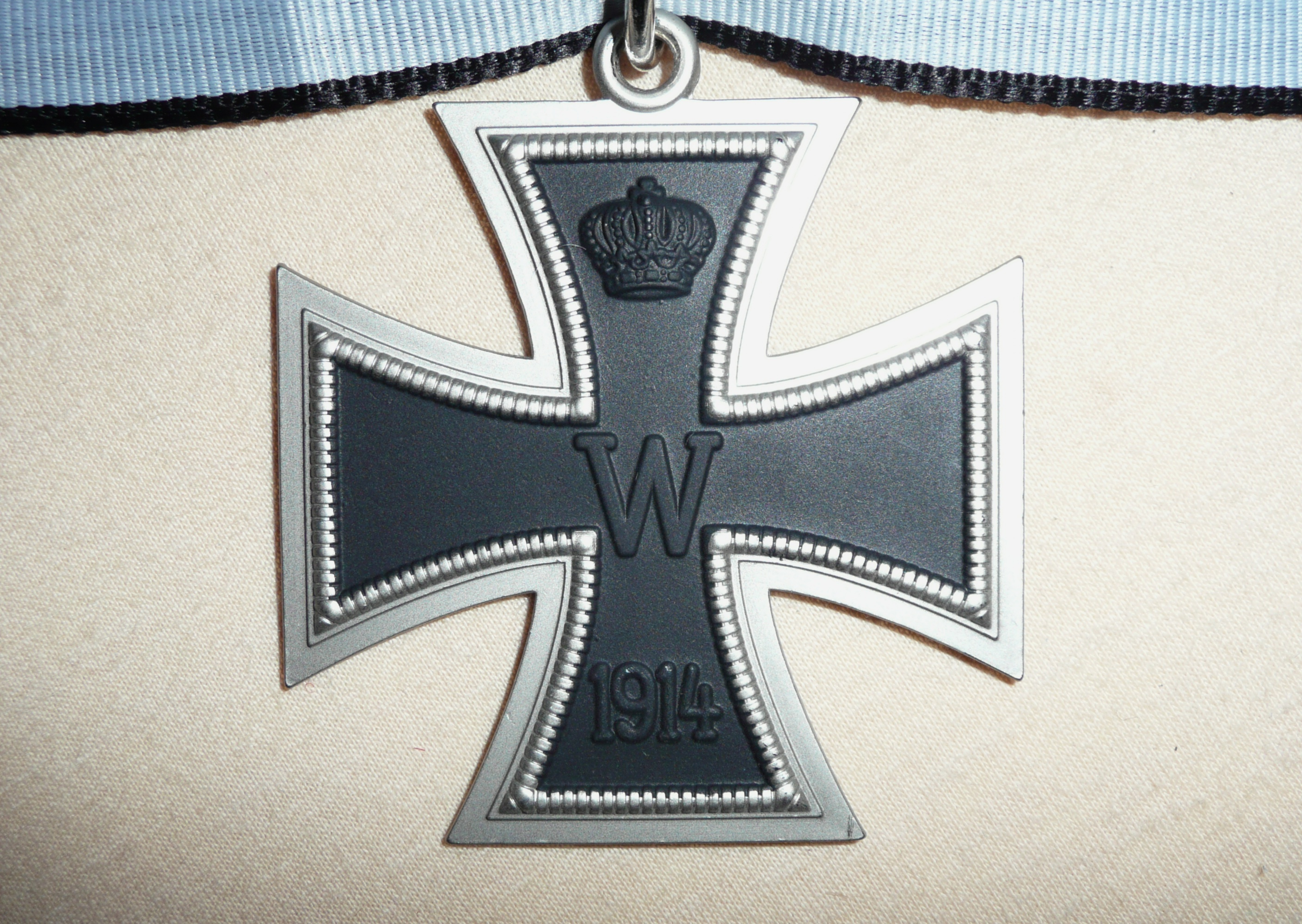
Version von 1914

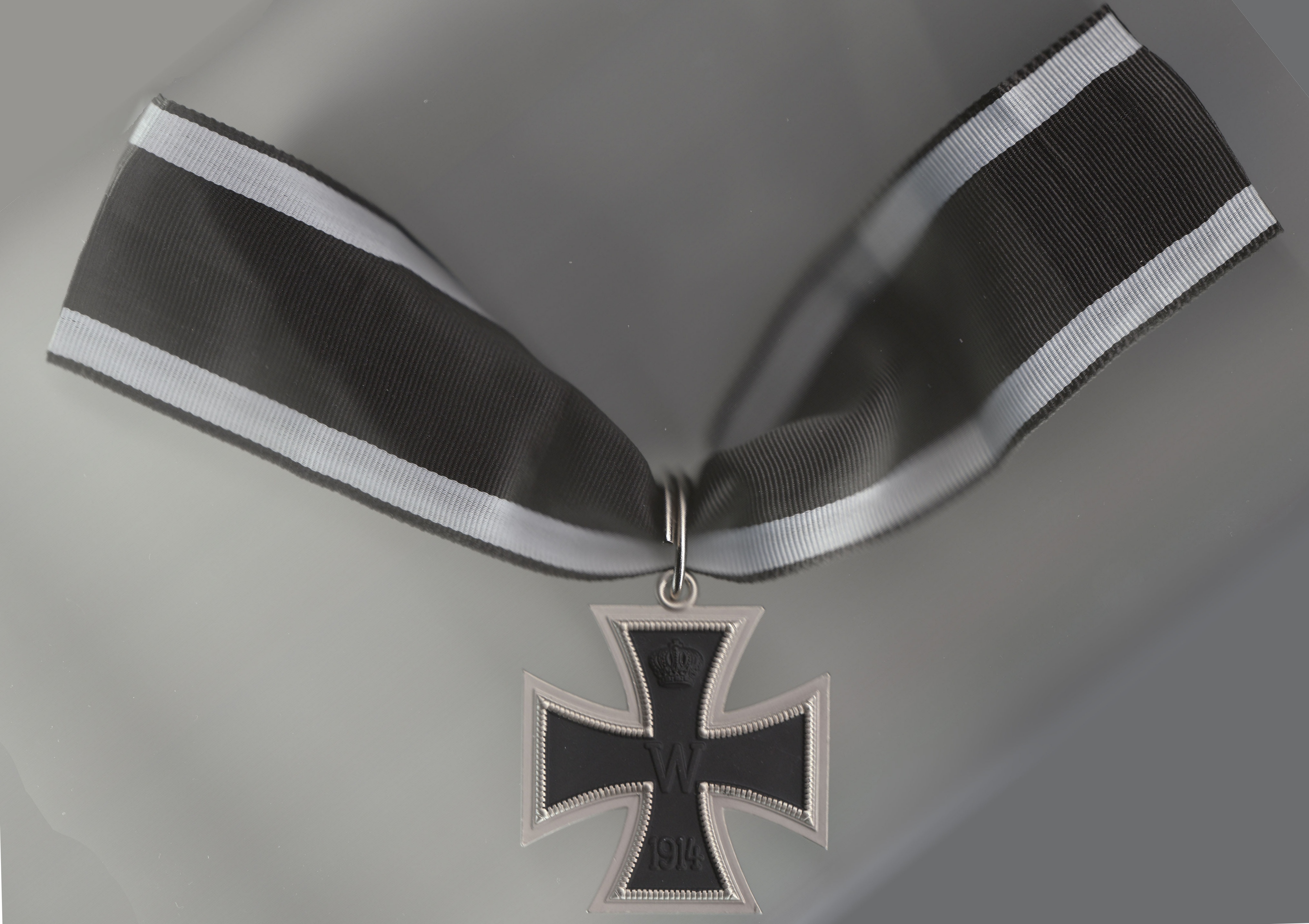
Version von 1914

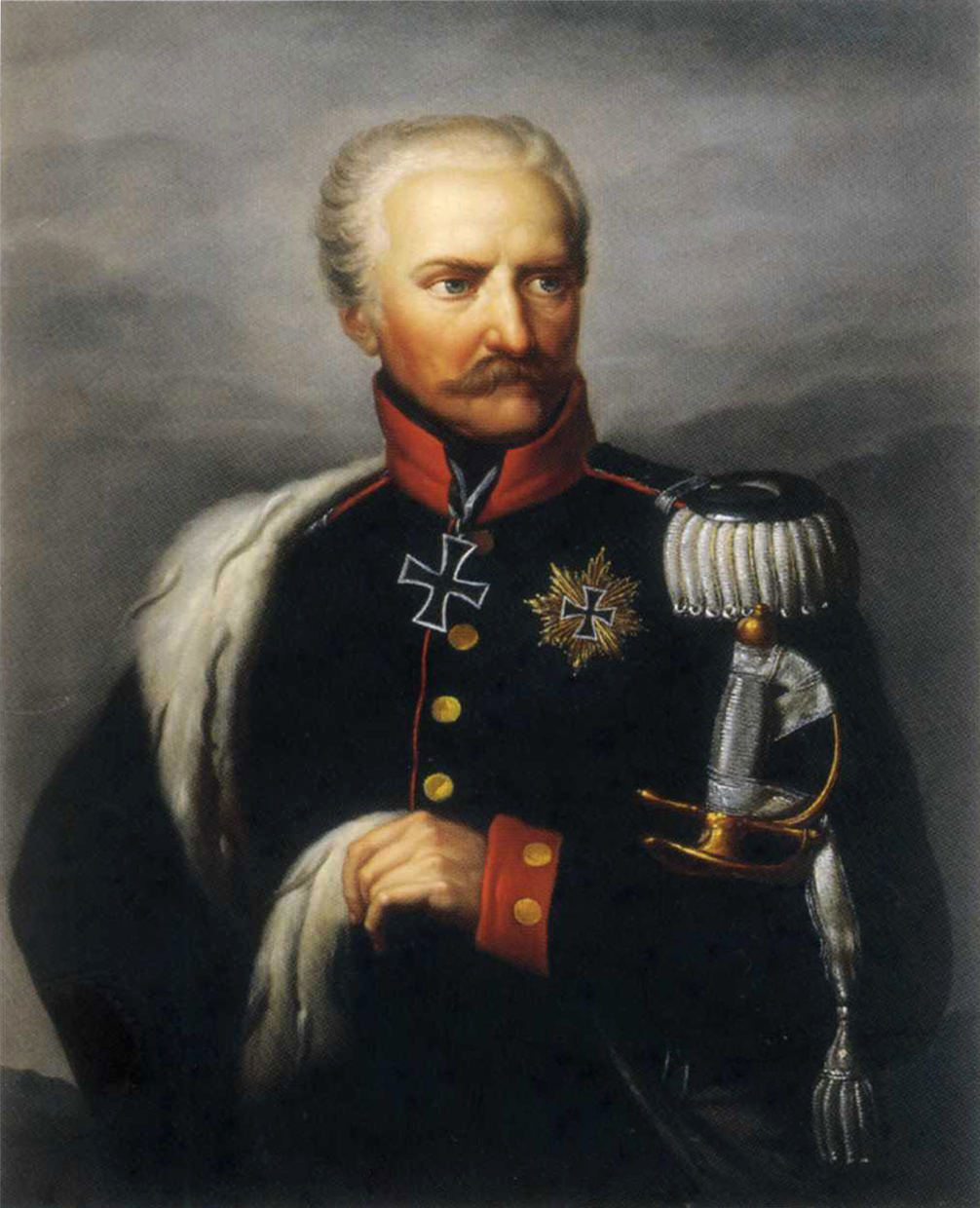
Gebhard Leberecht von Blücher mit Großkreuz und Blücherstern. Nach Ernst Gebauer, ca. 1815

Das Großkreuz wurde während der Freiheitskriege gegen Napoleon fünfmal vergeben. Blücher wurde zudem mit einer besonderen Stufe des Eisernen Kreuzes ausgezeichnet, dem sogenannten Blücherstern.
Der Blücherstern (eigentlich Eisernes Kreuz mit goldenen Strahlen) wurde bei einem Brand im Jahre 1820 auf Schloss Krieblowitz unwiederbringlich vernichtet, die Familie Blücher besitzt eine Nachfertigung dieses Ordens.
- Gebhard Leberecht von Blücher (31. August 1813)
- Friedrich Wilhelm Bülow von Dennewitz (15. September 1813)
- Kronprinz Karl Johann von Schweden (Herbst 1813)
- Bogislav Friedrich Emanuel von Tauentzien (26. Januar 1814)
- Johann David Ludwig Graf Yorck von Wartenburg (31. März 1814)

### Deutsch-Französischer Krieg (1870 bis 1871)
Im Deutsch-Französischen Krieg wurden neun Großkreuze verliehen:
- Helmuth Graf von Moltke (22. März 1871)
- August Karl von Goeben (22. März 1871)
- Prinz Friedrich Karl von Preußen (22. März 1871)
- Kronprinz Albert von Sachsen (22. März 1871)
- August Karl von Werder (22. März 1871)
- Edwin von Manteuffel (22. März 1871)
- Kronprinz Friedrich Wilhelm von Preußen (22. März 1871)
- König Wilhelm I. von Preußen (16. Juni 1871)
- Großherzog Friedrich Franz II. von Mecklenburg-Schwerin (4. Dezember 1871)

### Erster Weltkrieg (1914 bis 1918)

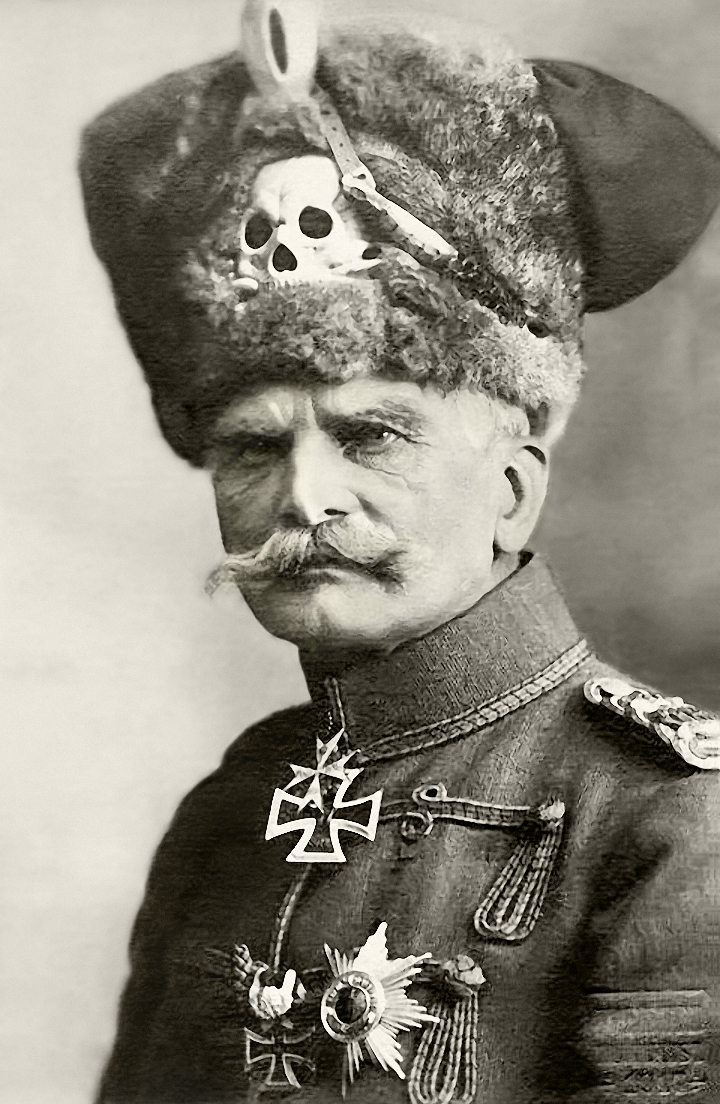
August von Mackensen, nach 9. Januar 1917

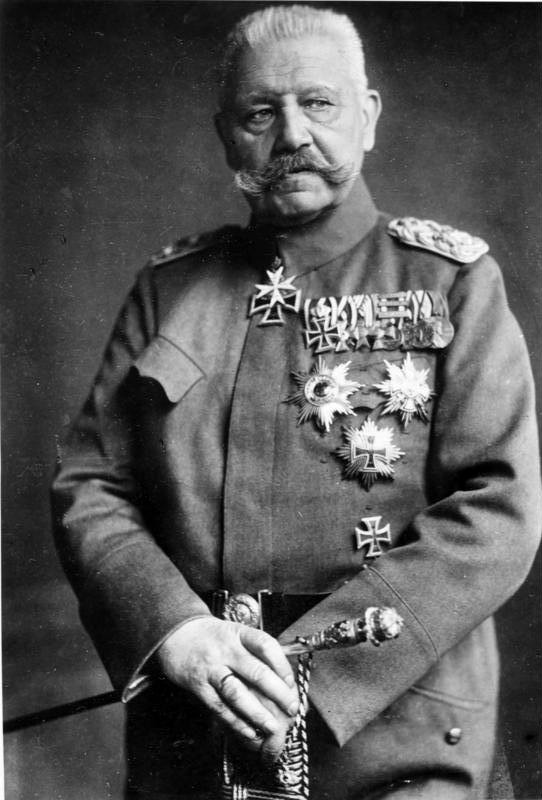
Paul von Hindenburg mit Großkreuz um den Hals und Hindenburgstern an der linken Brust

Im Ersten Weltkrieg wurde das Großkreuz fünfmal verliehen.
Wie schon zuvor Blücher in den Befreiungskriegen wurde von Hindenburg mit einer Sonderstufe des Eisernen Kreuzes für seine Verdienste ausgezeichnet, die dann analog zum Blücherstern als Hindenburgstern bezeichnet wurde. Der Hindenburgstern ist in den Wirren des Zweiten Weltkrieges aus dem Preußischen Armeemuseum verschwunden und gilt seitdem als verschollen.
- Paul von Hindenburg (9. Dezember 1916)
- Wilhelm II. (11. Dezember 1916)
- August von Mackensen (9. Januar 1917)
- Leopold von Bayern (4. März 1918)
- Erich Ludendorff (24. März 1918)

### Zweiter Weltkrieg (1939 bis 1945)

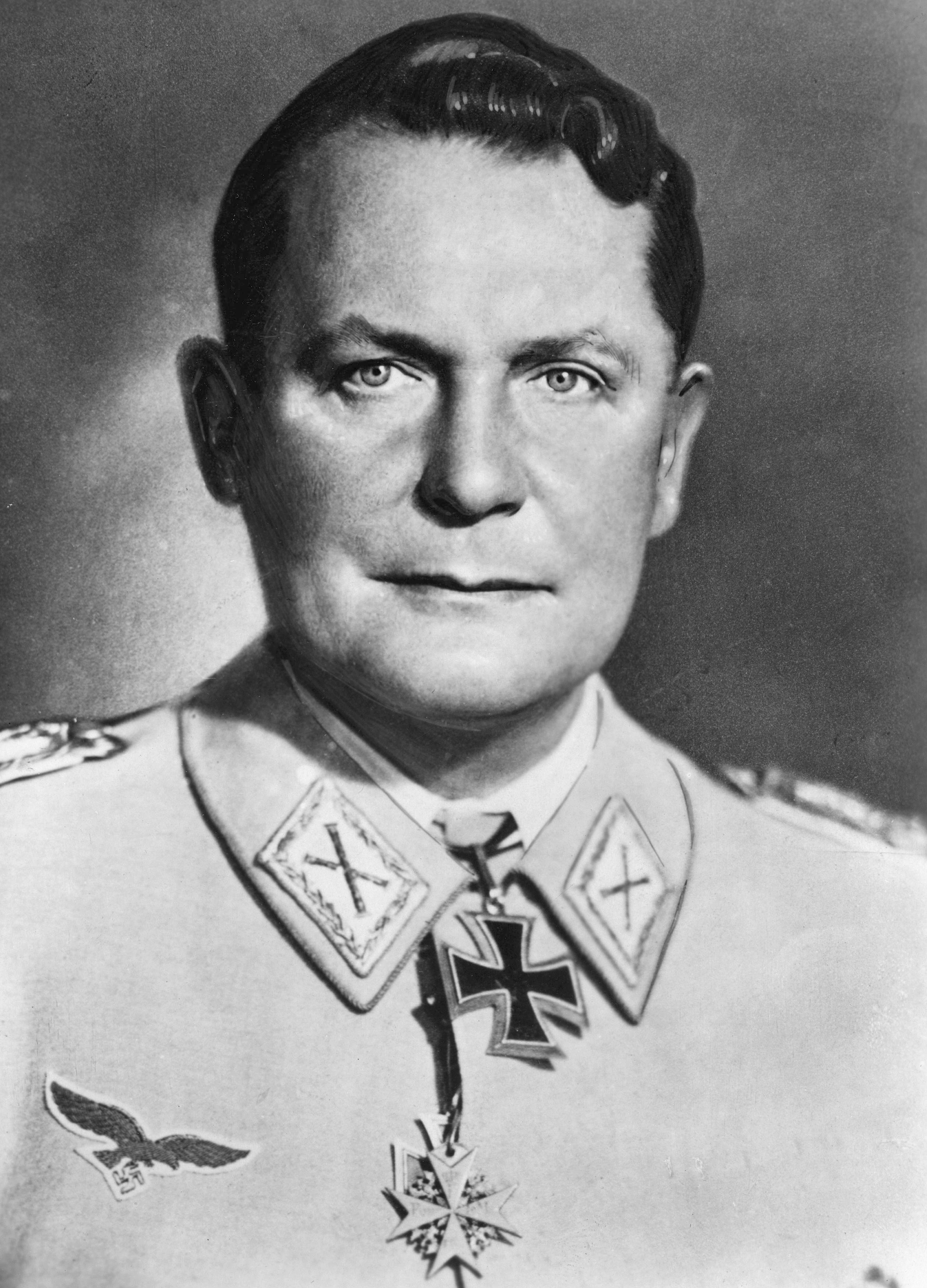
Hermann Göring Portrait mit Großkreuz

Das Großkreuz des Eisernen Kreuzes wurde zu Beginn des Zweiten Weltkrieges 1939 zusammen mit dem Ritterkreuz des Eisernen Kreuzes von Adolf Hitler gestiftet. Es wurde nur einmal, am 19. Juli 1940, an Hermann Göring, der gleichzeitig zum Reichsmarschall ernannt wurde, vergeben. Da das Großkreuz in der Rangfolge noch über den Verleihungsstufen des Ritterkreuzes stand, war Göring damit der am höchsten ausgezeichnete Deutsche des Zweiten Weltkrieges. Den Rang einer Tapferkeitsauszeichnung hat das Großkreuz des Eisernen Kreuzes 1939 allerdings nicht erhalten. Am 23. April 1945 wurde Göring die Auszeichnung aberkannt, weil Hitler sich von ihm verraten fühlte (Politisches Testament Adolf Hitlers). Es gibt mehrere Exemplare des Großkreuzes, alle Stücke wurden von C.E. Juncker, Berlin, hergestellt.
Die US Army beschlagnahmte am Ende des Krieges in Österreich eine Sonderstufe des Großkreuzes – mit Stern – ähnlich dem Blücherstern und dem Hindenburgstern. Diese Auszeichnung ist nicht zur Verleihung gekommen. Für wen sie vorgesehen war, ist ebenfalls unbekannt. Die Verleihung war auf jeden Fall nach dem Krieg vorgesehen. Dieser Stern befindet sich in West Point.

## Galerie

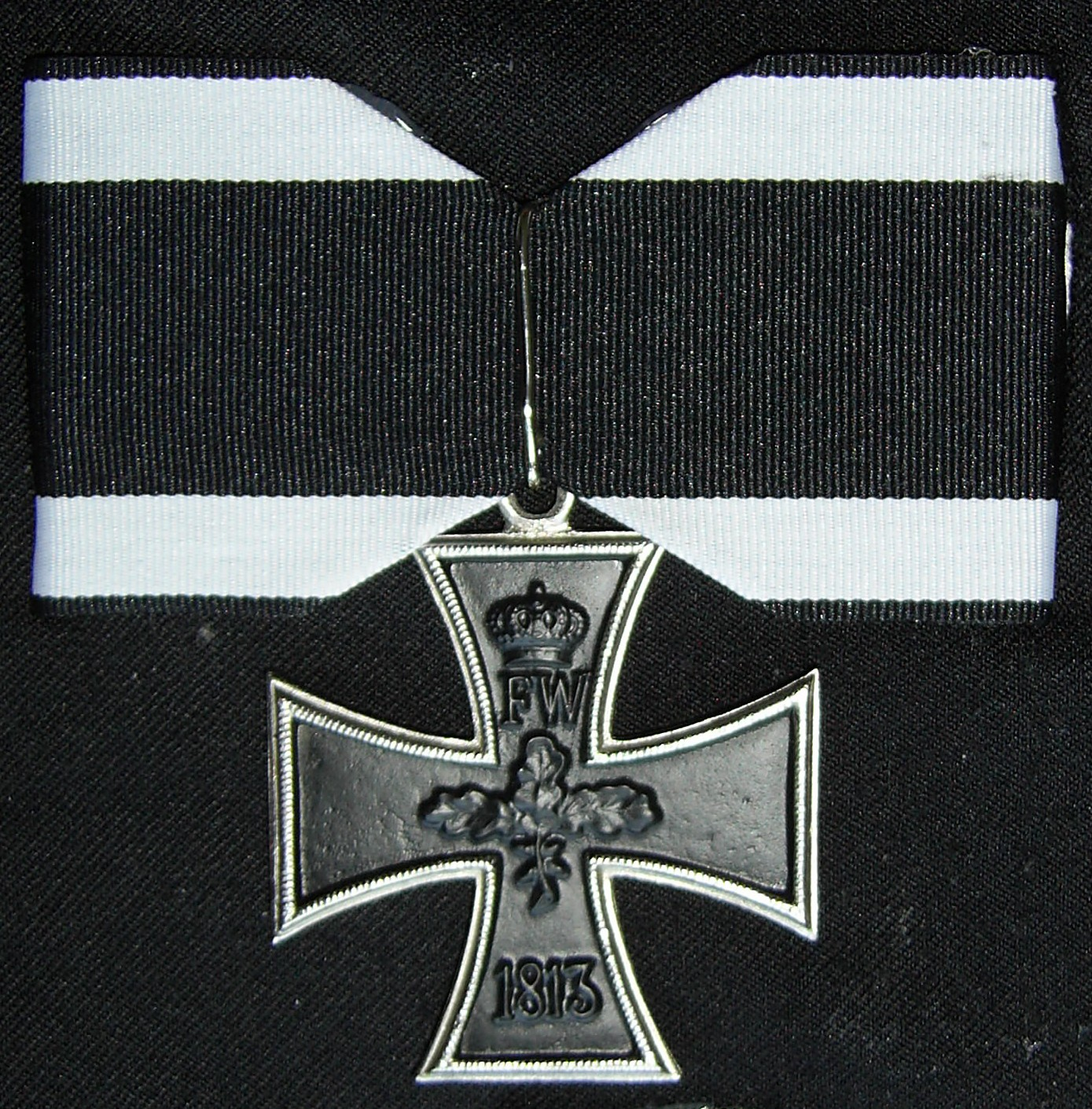
Großkreuz des Eisernen Kreuzes 1813 (Replik)
Großkreuz des Eisernen Kreuzes 1870 (Replik)
Großkreuz des Eisernen Kreuzes 1914 (Replik)
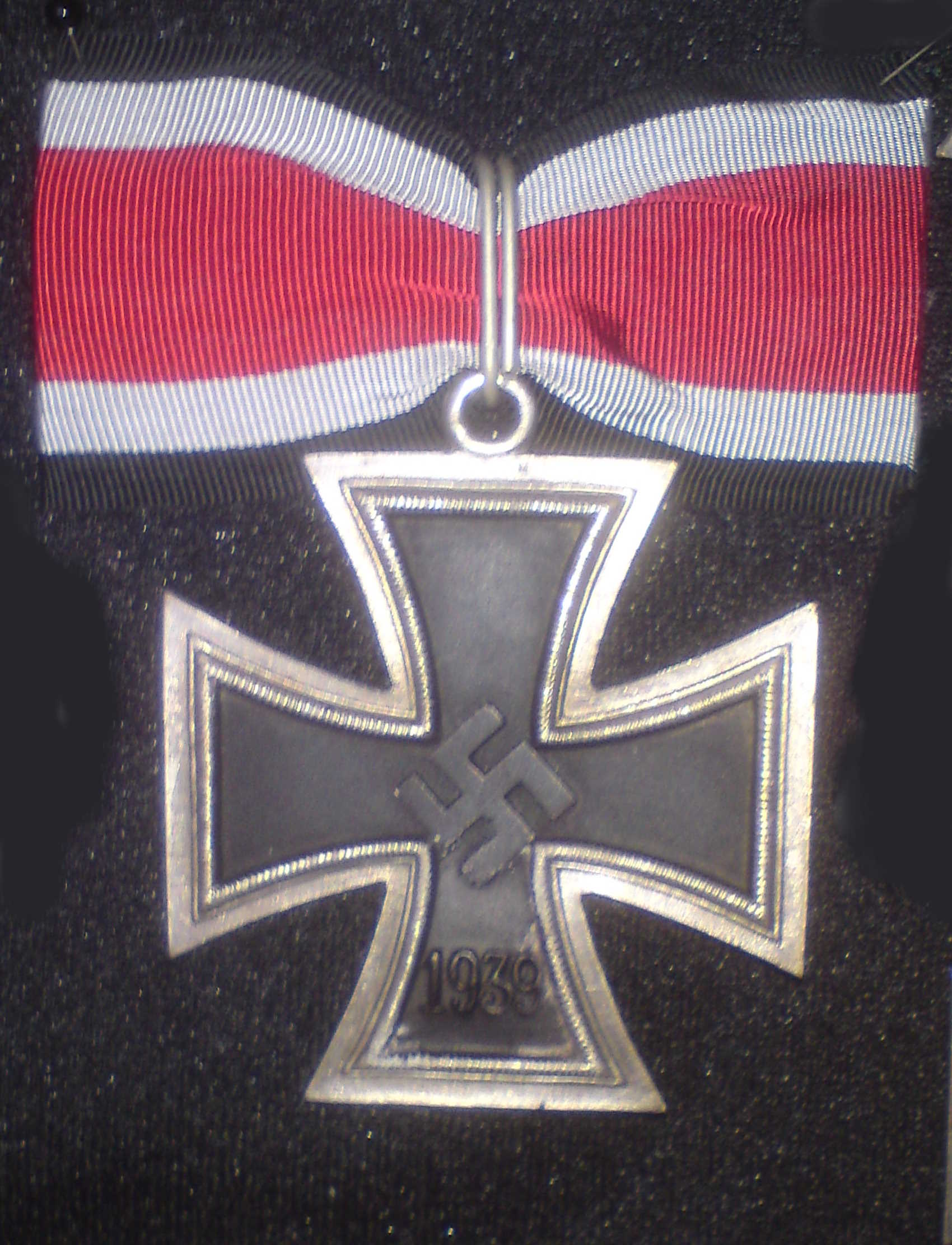
Großkreuz des Eisernen Kreuzes 1939 (Replik)

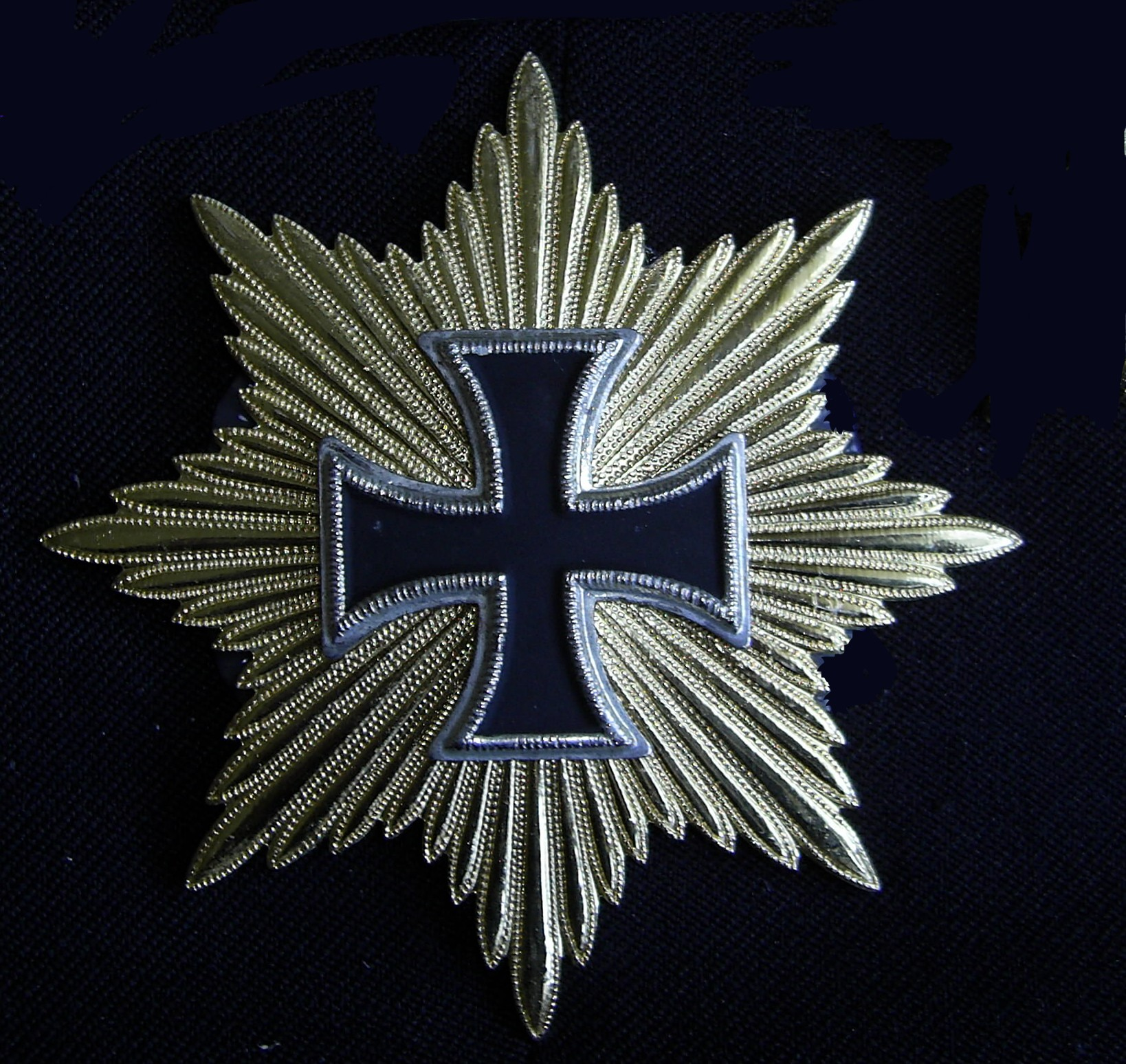
„Eisernes Kreuz mit goldenen Strahlen“ genannt „Blücherstern“ (Replik)
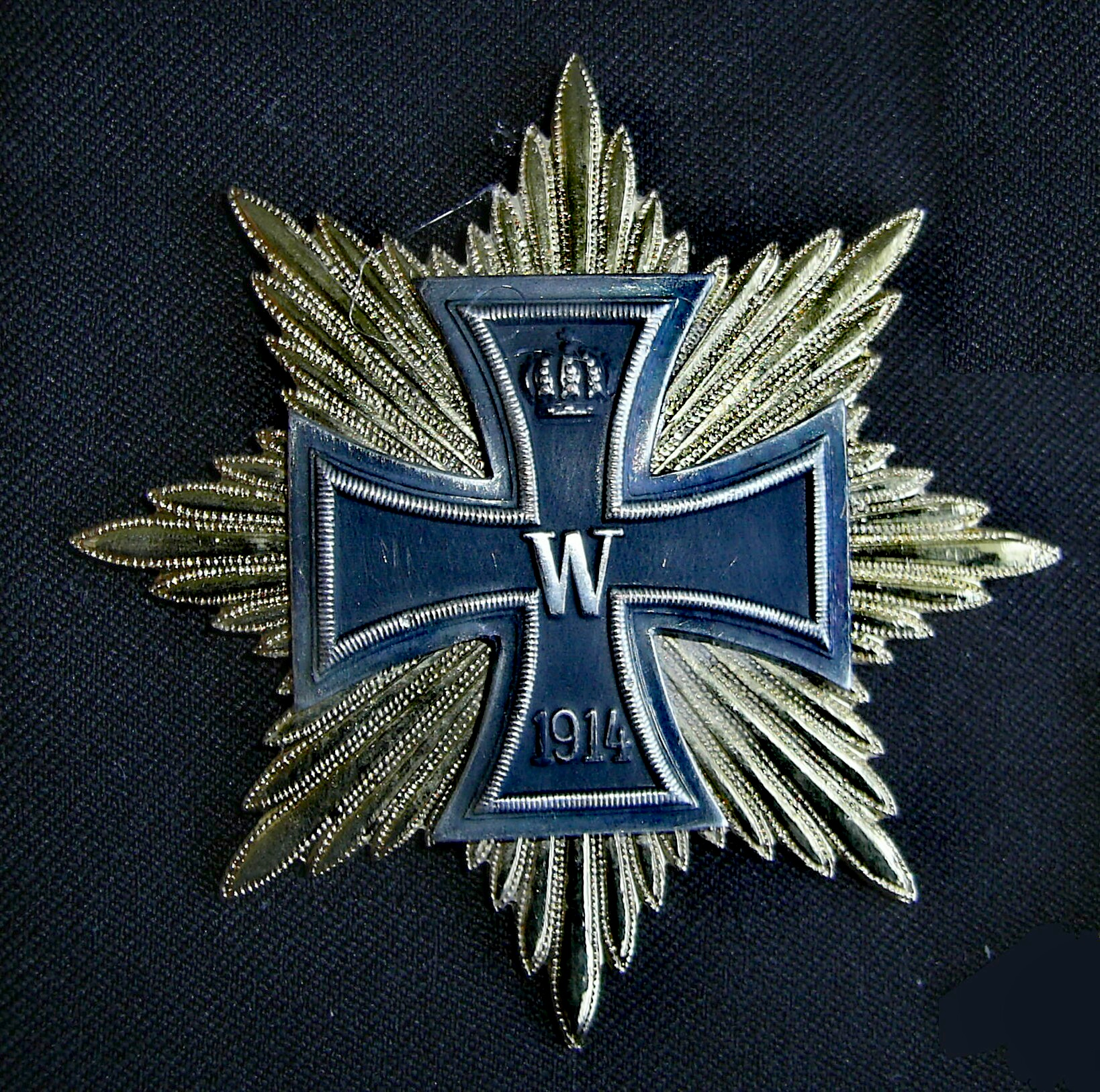
Stern des Großkreuzes 1914, genannt „Hindenburgstern“ (Replik)
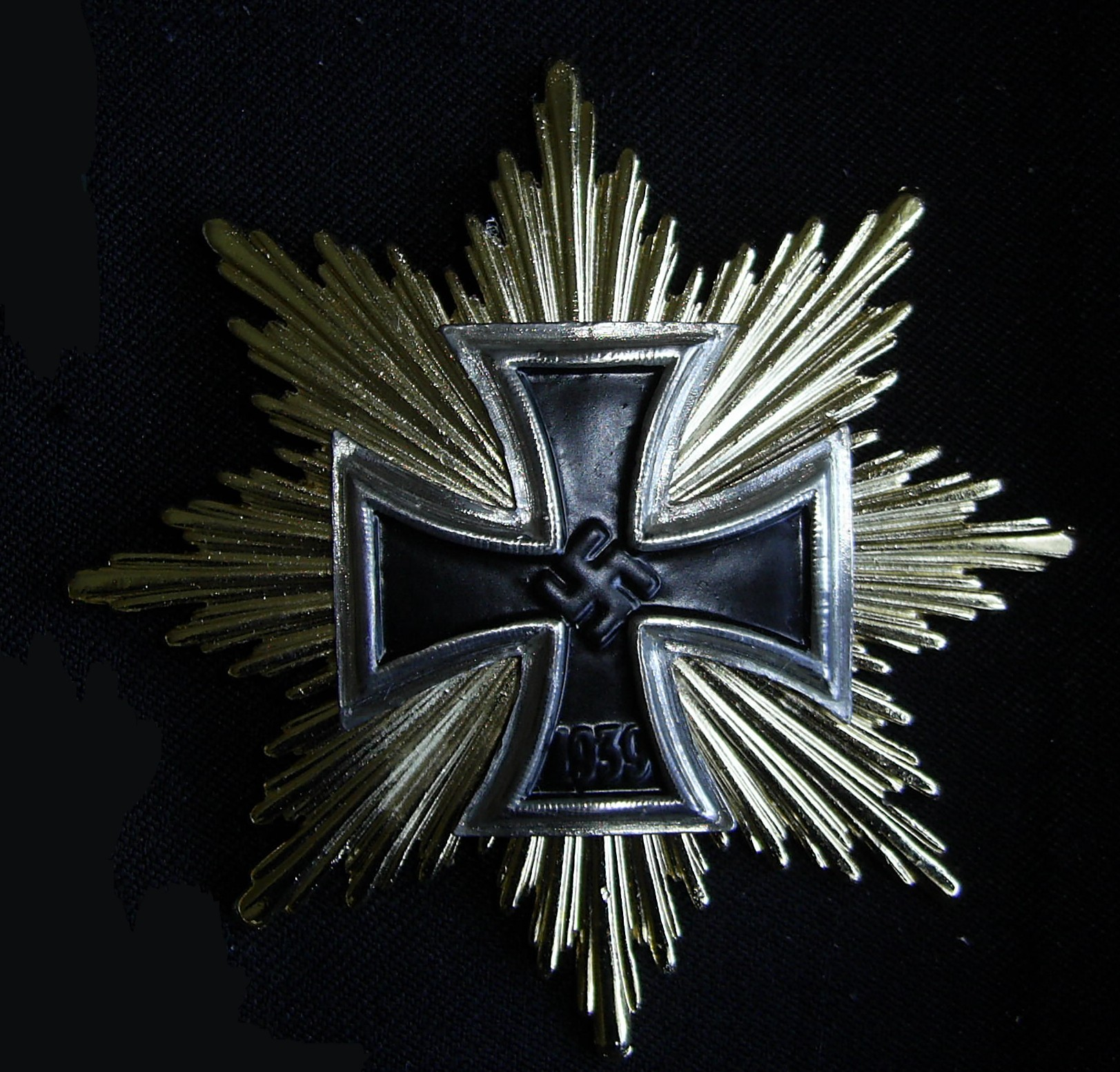
Museumsanfertigung des nicht verliehenen Sterns zum Großkreuz 1939